# Jürgen Haffer
Jürgen Haffer (9 de desembre de 1932 a Berlín - 26 d'abril de 2010 a Essen) va ser un ornitòleg, biogeògraf i geòleg alemany. És més recordat per la seva teoria dels refugis forestals amazònics durant el Plistocè que hauria contribuït a l'especiació i la diversificació de la biota.

## Biografia
Als 13 anys Haffer va trobar un ocell mort amb un anell i l'havia portat al Museu de Berlín on va conèixer Erwin Stresemann que es va dedicar a explicar-li el propòsit de l'anellament. Això li va causar una gran impressió i va marcar l'inici del seu interès ornitològic.
Va ser el quart fill d'Oskar Haffer i Margarete. El seu pare era professor d'institut amb formació en biologia que va fomentar l'interès per la història natural. Després de l'escola, Haffer va treballar durant l'estiu de 1951 amb Stresemann abans d'anar a la universitat. Sabent que l'ornitologia no oferia una carrera, va estudiar geologia i paleontologia. Va obtenir un diploma el 1956 i va continuar el seu doctorat el 1957 a la Universitat de Göttingen - treballant en "Early heterodont Lamellibranchs of the Rhineland Devonian".
Va treballar a Mobil Oil com a geòleg de camp i va anar a llocs remots com les terres baixes de Colòmbia i va viure a l'Amèrica del Sud i del Nord, Iran, Egipte i Noruega. Durant la seva estada a Colòmbia va conèixer a Maria Kluge, una mestra a Bogotà interessada per l'Amazònia, s'hi va casar el 1959. Durant aquest temps va estudiar les faunes d'ocells de l'Amazònia i l'Iran. En estreta comunicació amb el biòleg evolucionista Ernst Mayr des de principis dels anys 60 del segle xx, Haffer va formular les seves idees sobre la diversificació dels ocells i els efectes de les barreres. El 1978 Beryl B. Simpson i Haffer van publicar la seva anàlisi dels patrons d'especiació a l'Amazònia.
A partir dels seus estudis sobre l'avifauna amazònic, Haffer va ser autor de diversos articles sobre ornitologia neotropical i va idear la seva teoria dels refugis amazònics per explicar la ràpida diversificació de la fauna neotropical en l'època del Plistocè. Va utilitzar els tucans del gènere Selenidera per explicar l'especiació utilitzant la idea de refugi. a producció científica de Haffer va ser substancial, amb unes 200 publicacions científiques.
Haffer va escriure la primera biografia d'Ernst Mayr i va ser coautor d'una biografia d'Erwin Stresemann, el professor i amic de Mayr. El pròleg de Haffer sobre els conceptes d'espècie s'inclou al volum 4 del Handbook of the Birds of the World. També va escriure molt sobre la història i el desenvolupament de l'ornitologia. El 1975, se li va concedir el Premi memorial William Brewster.
L'any 2013, Haffer va ser commemorat amb el Gaig de Haffer recentment descrit, Cyanocorax hafferi.